# Erik Lindström
Erik Valter Lindström (ur. 2 stycznia 1918 w Örnsköldsvik, zm. 2 września 1955 tamże) – szwedzki skoczek narciarski, uczestnik Zimowych Igrzysk Olimpijskich 1948 w Sankt Moritz.
Na igrzyskach w 1948 roku w Sankt Moritz wystąpił w zawodach na skoczni normalnej K-68. Nie ukończył jednak zawodów i tym samym został niesklasyfikowany.
Lindström w swojej karierze 4 razy zdobywał indywidualne mistrzostwo Szwecji w skokach narciarskich – miało to miejsce w 1940, 1943, 1944 i 1945 roku.

## Osiągnięcia

### Igrzyska olimpijskie
| Miejsce | Dzień    | Rok  | Miejscowość  | Skocznia       | Punkt K | Konkurs | Skok 1 | Skok 2 | Nota | Strata | Zwycięzca      |
| ------- | -------- | ---- | ------------ | -------------- | ------- | ------- | ------ | ------ | ---- | ------ | -------------- |
| DNF     | 7 lutego | 1948 | Sankt Moritz | Olympiaschanze | K-68    | ind.    | DNF    | –      | –    | –      | Petter Hugsted |